# Bumetopia borneensis
Bumetopia borneensis är en skalbaggsart som beskrevs av Stefan von Breuning 1969. Bumetopia borneensis ingår i släktet Bumetopia och familjen långhorningar. Inga underarter finns listade.